# アイドル大阪環状線
アイドル大阪環状線（アイドルおおさかかんじょうせん）またはHOP CLUBのアイドル大阪環状線は、ラジオ大阪のラジオ番組である。パーソナリティはアイドルユニットHOP CLUBのメンバーが務めた。

## 概要
2006年1月8日放送開始。最初の3ヶ月は毎週日曜日20:00-21:00の生放送、4月7日からは毎週金曜日24:30-25:00（土曜日0:30-1:00）放送。
2007年2月から、ミランカがスポンサーとなり、番組リニューアルされた。番組中のタイトルコールがミランカプレゼンツ アイドル大阪環状線になり、収録風景の動画がミランカにて無料配信（要会員登録）されるようになったが、2007年8月をもってミランカがスポンサーを降板し、無料配信も終了した。2007年9月28日に番組を終了した。

## パーソナリティ
2006年4月より、番組表では「出演:寺田有希 他」となっている。

### 2006年1月～2007年2月
以下は、2007年2月のリニューアルまで更新されていたブログで紹介されていた出演者である。
- 寺田有希
- 実はる那
- 安藤絵里菜
- 滝口ミラ
- 星野真希
- 真陽
- 堀あかり
- ばんことみ
- 南梨央
- 森田涼花
- 森ちえみ
- 前川美奈

### 2007年2月～9月
新しい出演者のみ記す。
- 安藤絵里菜

## ゲスト
- 2007年6月15日 落合祐里香
- 2007年6月29日 新谷良子

## コーナー
- あなたの知らない深夜のHOP CLUB - 心理テスト。
- ミランカ Presents アイドル何して環状線 - パーソナリティが何をしているかを、音とリアクションだけで、リスナーが当てる。正解はミランカの動画配信で見ることができる。
- ミランカ Presents アイドル画伯環状線 - お絵描きコーナー。描いた絵はミランカの動画配信で公開。
- ミランカ Presents アイドルWeb環状線 - ウェブサイト紹介。特にミランカなりHOP CLUBなりに関連したサイトというわけではない様子。（例）ターバン野口を第1・2話で紹介